# Antiblemma senilis
Antiblemma senilis là một loài bướm đêm trong họ Erebidae.